# Axie Infinity
Axie Infinity es un videojuego en línea basado en la red de cadena de bloques en NFT desarrollado y distribuido por el estudio vietnamita Sky Mavis, el juego funciona dando recompensas, que son los tokens del juego que utiliza la criptomoneda basada en Ethereum AXS (Axie Infinity Shards) y SLP (Smooth Love Potion). Actualmente es la colección de NFT más cara con más de $ 42 millones en ventas en junio de 2021.

## Descripción
Axie Infinity es un juego de tipo Play 2 Earn, en el cual, los inversionistas entran con 3 Axies, que son los NFT del juego, con el cual pelean contra otros jugadores, ganando SLP y AXS como recompensa, existen "Scholars" que consiste, en que un inversionista, le da su cuenta a un "becado", el cual juega por un periodo de tiempo, y se le paga un porcentaje que se establece entre el "manager" y el "becado".
En noviembre de 2019, Sky Mavis recaudó ~$1.5M para acelerar el desarrollo de Axie Infinity. La ronda fue liderada por Animoca Brands con la participación de Hashed, Pangea Blockchain Fund, ConsenSys y 500 Startups.

## Mecánica del juego
El juego consiste en 2 modos de juego, Aventura o PVE (que desde la actualización del 9 de febrero, dejó de dar recompensas) y PVP o Arena, bajo el cual el jugador recibe una pequeña cantidad de SLP, de acuerdo a sus "Copas o MMR" (que vendría siendo un tipo de Ranking).

### Modos de juego

#### Modo PVE (o Aventura)
El modo PVE (Player Versus Environment, por sus siglas en inglés, conocido por la comunidad como Aventura), es un modo de juego en el cual el jugador batalla con sus Axies, contra NPC's, llamados Chimeras, en el cual el jugador puede aprender a usar sus Axies, antiguamente este daba recompensas (75 slp's, que podían ser obtenidos al jugar los niveles, y al pasar los niveles 20 y 36, que tienen los "Jefes"), pero con la actualización del 9 de febrero, estas fueron eliminadas por medidas económicas.

#### Modo PVP (o Arena)
El modo PVP (Player Versus Player, por sus siglas en inglés, también conocido por los mismos jugadores como Arena), es un modo de juego, en el que el jugador batalla contra otros jugadores, en este modo el jugador puede ganar: Copas, SLP y AXS (este último solo si queda en un Top especial, en el cual puede ganar AXS). El emparejamiento se basa en las copas del jugador y las del oponente, aunque este puede fallar y emparejar al jugador con más o menos copas que él.

## Sistema de recompensas
Axie Infinity recompensa a sus jugadores con tokens que son intercambiables, lo que permite obtener ingresos monetarios. El sistema recompensa a los jugadores con dos tokens, AXS y SLP.
El token AXS se obtiene en los torneos creados por Sky Mavis en el modo PVP cuando alcanzan determinado rango. El token SLP se obtiene al ganar batallas en los modos PVP.